# Srednjerusko višavje
Srednjerusko višavje (tudi Srednje višavje in Vzhodnoevropsko višavje) je višavsko območje vzhodnoevropskega nižavja in je planota s povprečno višino 230–250 m. Najvišji vrh je izmerjen na 293 m. Jugovzhodni del višavja je znan kot Kalaško višavje. Osrednje višavje je zgrajen iz predkambrijskih sedimentov kristalinskega Voroneškega masiva.

## Lega
Obsega približno 480.000 km² v srednji in južni Evropski Rusiji severovzhodno od Ukrajine, ki sega od reke Oke do reke Donec. Višavje se razprostira po številnih regijah v Ukrajini in evropskem delu Ruske federacije. Za severno in severozahodno mejo velja, da sta reka Oka in zamišljena črta Kaluga-Rjazan. Jugovzhodno proti reki Donec se višavje spremeni v Donjecko nižavje. Na vzhodu je naravna meja opredeljena z Oka-Donskim nižavjem, na zahodu pa Dneprsko nižavje. Večina višavja leži znotraj meja Rusije, od tod tudi njegovo ime.

### Regije
- Sumska oblast
- Harkovska oblast
- Luganska oblast
- Kurska oblast
- Belgorodska oblast
- Brjanska oblast
- Voroneška oblast
- Rostovska oblast
- Orjolska oblast

## Tektonika
Masiv Voronež je del vzhodnoevropskega kratona in se proti jugu spušča proti Dneper-Donecu skozi depresijo, ki skupaj s Pripjatskim nižavjem tvori Pripjatsko-Dnepersko-Donecki aulakogen. Večji del Voroneškega masiva je pokrit s tankimi plastmi sedimentov devonskega, jurskega, krednega in paleogenskega obdobja. Na jugovzhodu vzdolž reke Don med mestoma Bogučar in Pavlovsk (oba v Voroneški oblasti) pridejo na površje kristalinske plasti. Na vseh straneh višavja se predkambrijska nahajališča spuščajo daleč pod sedimentne plasti. Manjši del višavja na severozahodu je bilo med poledenitvijo prekrit z ledenikom. Danes je skoraj vse višavje pokrito s puhlico in puhlično ilovico.